# Ryszard Potocki
Ryszard Potocki (ur. 1915 w Grodnie, zm. 28 września 1975 w Łodzi) – polski scenograf, kostiumograf filmowy oraz twórca filmów animowanych.

## Życiorys
Skończył studia architektoniczne w Moskwie. Swoje pierwsze kroki w filmie stawiał w 1934 w pracowni Aleksandra Ptuszki w Mosfilmie, gdzie stał się specjalistą od zdjęć kombinowanych. Pracował również jako asystent Siergieja Eisensteina.
W Moskwie wziął ślub z kobietą pochodzenia żydowskiego o imieniu Sara, z którą miał dwójkę dzieci: Jana i Marię. Podczas II wojny światowej przyłączył się do formowanej 1 Armii Wojska Polskiego, gdzie pełnił służbę aktora dywizyjnego teatru w 2. Dywizji Piechoty im. Henryka Dąbrowskiego.  Równolegle wykonywał prace graficzne – z tego okresu pochodzi projekt plakatu teatralnego oraz rysunek satyryczny pt. Żołnierz na warcie. Stworzył także projekt napisu dla Polskiej Kroniki Filmowej.
Następnie pełnił służbę wojskową jako grafik w Wytwórni Filmów Wojska Polskiego w Lublinie. Od co najmniej 10 kwietnia 1945 jako sierżant podchorąży był zatrudniony w Wytwórni Filmowej Wojska Polskiego w Łodzi. Piastował tam stanowisko „artysty operatora fotograficznego”. Prawdopodobnie na zlecenie szefa wytwórni, Aleksandra Forda, przygotował datowany na 6 kwietnia 1945 sześciostronicowy Projekt zorganizowania Oddziału filmu kukiełkowego przy Wytwórni Filmowej W.P.
W 1946 razem z Zenonem Wasilewskim stworzył przy ul. Jana Kilińskiego 210 w Łodzi Studio Filmów Kukiełkowych. Niecały rok później, w 1947, działały w mieście już dwie lokalizacje studia filmów kukiełkowych. Ryszard Potocki kierował lokalem przy ul. Jana Kilińskiego 210, a Zenon Wasilewski kontynuował realizację filmów w swoim prywatnym mieszkaniu przy ul. Radwańskiej 25. Jednak 11 listopada 1947 wydano Zarządzenie o likwidacji Studia Filmów Kukiełkowych przy Kilińskiego 210, podpisane przez dyrektora Działu Produkcji Filmów Jerzego Turbowicza. Na jego mocy pracownicy etatowi zostali skierowani do kierownika atelier. Lokal studia przekazano na urządzenie laboratorium fotograficznego, przeniesionego z ul. Gabriela Narutowicza 68. Natomiast aparatura zdjęciowa została przekazana do Studia Filmów Kukiełkowych przy ul. Radwańskiej 25, które stanowiło podstawę powstałej później wytwórni Se-ma-for.
Ryszard Potocki od czasu zakończenia wojny próbował ściągnąć do Polski swoją rodzinę z Moskwy. Jednak ze względów politycznych przez wiele lat nie otrzymał pozwolenia wjazdu do ZSRR. Finalnie rozwiódł się z Sarą drogą korespondencyjną. Jego drugą żoną była Maria Chybowska, reżyserka filmów dokumentalnych.
Swoją żonę i dzieci udało mu się dopiero zobaczyć w 1970 po premierze filmu Legenda, w którym jego córka z drugiego małżeństwa, Małgorzata Potocka, grała główną rolę. W ramach promocji miała jechać do radzieckiego Mosfilm. Natomiast ze względu na swoją niepełnoletniość musiała jechać z opiekunem, co dało okazję o zawnioskowanie o możliwość wyjazdu również jej ojca.
Został pochowany na cmentarzu komunalnym „Doły” w Łodzi (kwatera: X, rząd: 23, grób: 23).

## Filmografia

### Scenografia
- Pociąg (1959)
- Szklana góra (jako drugi scenograf; 1960)
- Historia żółtej ciżemki (współpraca scenograficzna; 1961)
- Zerwany Most (1962)
- Skąpani w ogniu (1963)
- Milczenie (1963)
- Upał (1964)
- Z przygodą na ty (odcinki: 2-3; 1966)
- Pan Armata (1966)
- Cyrograf dojrzałości (1967)
- Bariery dźwięku (1968)
- Znicz olimpijski (1969)
- Raj na ziemi (1970)
- Pułapka (1970)
- Dzień listopadowy (1970)
- Jak daleko stąd, jak blisko (1971)
- Pięć i pół bladego Józka (1971)
- Szklana kula (1972)
- Koniec babiego lata (1974)
- Głowy pełne gwiazd (1974)
- Zawiłości uczuć (1975)
- Niespotykanie spokojny człowiek (1975)
- CDN (1975)

### Zdjęcia specjalne
- Żołnierz zwycięstwa (1953)
- Przygoda na Mariensztacie (1953)
- Uczta Baltazara (1954)
- Opowieść atlantycka (1954)

### Dekoracja wnętrz
- Stacja bezsenność (1973)
- Padalce (1973)

### Kostiumy
- Historia żółtej ciżemki (współpraca kostiumograficzna; 1961)
- Upał (1964)

### Reżyseria
- Paweł i Gaweł (1946)